# Лодейнопольский уезд
Лодейнопо́льский уе́зд — административная единица Олонецкой губернии Российской империи. По площади занимал 9031 км² (8464 кв. вёрст), население по состоянию на 1894 год — 44 340 человек. Уездным городом являлось Лодейное Поле.

## История

### В составе Российской империи
Именным указом Екатерины II от 16 мая 1785 года при Олонецкой верфи был устроен уездный город Олонецкого наместничества, получивший название «Лодейное Поле».
С 1796 года город был причислен к Новгородской губернии. По докладу Сената, утверждённому Павлом I 15(26) июля 1799 года, уезд упразднён, его территория включена в состав Олонецкого уезда. 9(21) сентября 1801 восстанавливается Олонецкая губерния, а 10(22) октября 1802 года — и Лодейнопольский уезд.
В 1869 году в состав уезда входили 7 волостей — Каномская, Великодворская, Гоморовическая, Оштинская, Фоминско-Мошниковская, Сюрьянская, Горская.
В 1916 году в состав уезда входили 8 волостей:
- Винницкая (центр — деревня Великодворская села Винницы)
- Заостровская (центр — деревня Заостровье)
- Мирошкинская (центр — деревня Мирошкиничи)
- Оштинская (центр — село Ошта)
- Подпорожская (центр — деревня Подпорожье)
- Шапшинская (центр — деревня Фефелово села Руссконицы)
- Шимозерская (центр — деревня Фоминско-Мошниковская)
- Юксовская (центр — селение Юксовичи).

К 1916 году в уезде было два участка земских начальников (в Оште и Лодейном Поле). В полицейском отношении уезд делился на три стана (становые квартиры — в Лодейном Поле, Винницах и Вознесенье), полицейских урядников насчитывалось 9. Церковных приходов было 41, они относились к 8-му, 12-му, 13-му и 14-му благочинническим округам Олонецкой епархии.
Накануне революции в Лодейнопольском уезде насчитывалось 93 различных учебных заведения. Из них в уездном городе были одно высшее начальное училище и два приходских (мужское и женское). В сельской местности работали 3 министерских училища (из них 1 двухклассное), 26 земских и 71 церковно-приходская школы (из них 3 двухклассных).
В медицинском отношении уезд к 1916 году был разделён на три земских участка, работали уездная больница (в Лодейном Поле) и приёмные покои в Винницах и Оште. Медицинский персонал состоял из 5 врачей (3 в Лодейном Поле, из них 1 правительственный, 1 в Винницах и 1 в Оште), 16 фельдшеров, 9 повивальных бабок и акушерок. Аптек было две — земская в Лодейном Поле и частная в Вознесенье. Ветеринарный персонал из уездного врача и 4 фельдшеров.

### При советской власти
После Октябрьской революции уезд первоначально остаётся в составе Олонецкой губернии. Постановлением НКВД РСФСР от 19 апреля 1922 года утверждено деление уезда на 13 волостей (Заостровская, Луначарская, Важинская, Подпорожская, Мятусовская, Ладвинская, Винницкая, Шапшинская, Шелтозерско-Бережная, Остречинская, Вознесенская, Оштинская, Шимозерская волости), таким образом, Лодейнопольский уезд был укрупнен за счет территорий, переданных из Олонецкого и Петрозаводского уездов.
После упразднения Олонецкой губернии (декрет ВЦИК от 18 сентября 1922 года) уезд переходит в Петроградскую губернию.
Постановлением Президиума ВЦИК от 14 февраля 1923 года уезд разделён на 11 волостей (Шимозерская, Вознесенская, Подпорожская, Винницкая, Заостровская, Шапшинская, Шелтозерско-Бережная, Ладвинская, Остречинская, Луначарская, Суббоченская).
3 ноября 1924 года Ладвинская волость и большая часть Шелтозерско-Бережной волости перечислены в состав Карельской АССР.
Постановлением Президиума ВЦИК от 7 февраля 1927 года в состав Лодейнопольского уезда передана территория упразднённого Вытегорского уезда. Одновременно произведено укрупнение волостей. Уезд разделён на 12 волостей: Винницкая (центр — деревня Великодворская), Вознесенская (центр — селение Вознесенская пристань), Луначарская (центр — селение Кандома), Остречинская, Подпорожская, Шапшинская (центр — селение Гонгиничи), Шимозерская (центр — деревня Яковлевская), Андомская (центр — селение Андомский Погост), Вытегорская (центр — селение Вытегорский Погост), Девятинская, Кондушская (центр — селение Кондушский Погост), Чернослободская (центр — селение Кузнецово).
C образованием 1 августа 1927 года Ленинградской области уезд был упразднён. Территория его была распределена между районами Лодейнопольского округа следующим образом:
- Андомская волость — большая часть (18 сельсоветов) вошла в состав Андомского района, Гонгинский, Кленовский, Тудозерский и Чундручейский сельсоветы — в состав Вытегорского района.
- Винницкая волость — вошла полностью (10 сельсоветов) в состав Винницкого района.
- Вознесенская волость — Барановский, Вознесенский, Гиморецкий, Кузринский, Косельгский, Шустручейский и Юксовский сельсовет вошли в состав Вознесенского района, Верхне-Водлицкий, Нижне-Водлицкий, Оштинский и Роксинский сельсоветы — в состав Оштинского района.
- Вытегорская волость — 10 сельсоветов вошли в состав Вытегорского района, Коштугский сельсовет — в состав Оштинского района.
- Девятинская волость — Алмозерский, Девятинский, Илекский и Скачковский сельсоветы вошли в состав Вытегорского района, Анненский, Бадожский, Бурковский, Порожский и Рубежский сельсоветы — в состав Ковжинского района.
- Кондушская волость — 5 сельсоветов вошло в состав Вытегорского района, Мегорский сельсовет — в состав Оштинского района.
- Луначарская волость — 14 сельсоветов вошли в состав Лодейнопольского района, Сермакский и Рекинский сельсоветы — в состав Пашского района.
- Остречинская волость — Гакручейский, Ивинский, Муромльский и Остречинский сельсоветы вошли в состав Вознесенского района, Велико-Наволоцкий и Волостно-Наволоцкий сельсоветы — в состав Подпорожского района.
- Подпорожская волость — полностью (16 сельсоветов) вошла в состав Подпорожского района.
- Чернослободская волость — 7 сельсоветов вошли в состав Ковжинского района, Сойдинский сельсовет — в состав Андомского района.
- Шапшинская волость — 18 сельсоветов вошло в состав Оятского района, Киницкий и Ярославский сельсоветы — в состав Винницкого района, Варбинский сельсовет — в состав Лодейнопольского района.
- Шимозерская волость — полностью (6 сельсоветов) вошла в состав Оштинского района.

### Современное положение
На данный момент большая часть территории Лодейнопольского уезда входит в Лодейнопольский район Ленинградской области.

## Состав уезда
- Винницкая волость (волостной центр — Великодворская)
- Заостровская волость (Заостровье)
- Мирошкинская волость (Лодейное Поле)
- Оштинская волость (Оштинский Погост)
- Подпорожская волость (Подпорожье)
- Шапшинская волость (Фефелова)
- Шелтозерско-Бережная волость (Еремеев Посад)
- Шимозерская волость (Манацкая)
- Юксовская волость (Ключинская)

## Географическое положение
Лодейнопольский уезд по состоянию на начало XX века располагался в юго-западной части Олонецкой губернии и граничил с Вытегорским уездом на востоке, Олонецким и Петрозаводским уездами на севере, Новгородской губернией и Санкт-Петербургской губернией на юге. Северная граница уезда проходила по реке Свирь, южная — в основном по реке Оять.

## Демография
Население по состоянию
- на 1842 год — 27892 жителей
- на 1873 год — 33641 жителей
- на 1897 год — 46255 жителей
- на 1905 год — 48424 жителей